# Julio Roloff
Julio Roloff (n. La Habana, Cuba, 1951) es un compositor cubano que ha colaborado con el Laboratorio Nacional de Música Electroacústica (LNME) fundada por el compositor Juan Blanco, donde él creó numerosas obras.

## Formación académica
Julio Roloff estudió contrabajo y teoría musical en los conservatories Amadeo Roldán e Ignacion Cervantes.  También estudió composición musical con los profesores Roberto Valera y Carlos Fariñas en el Instituto Superior de Arte (ISA).

## Instrumentista
Roloff trabajó como contrabajista en diversas orquestas de La Habana y también como asesor musical en la compañía cubana de grabaciones musicales EGREM.

## Compositor
En los años ochenta, un grupo de compositors que incluyó a Julio Roloff, comenzó a recibir instrucción y a trabajar en el Estudio de Música Electroacústica del Instituto Cubano de Amistad con los Pueblos (ICAP), en La Habana. Las obras de Julio Roloff has sido interpretadas por solistas tales como el guitarrista cubano Carlos Molina y el percusionista checoslovaco Tomáš Koubek, así como por varios conjuntos instrumentals, en conciertos y festivales tales como el festival internacional de música electroacústica “Primavera en Varadero celebrado en la playa de Varadero, Cuba, en los Festivales de Música Latinoamericana y el Festival Subtropics en Miami, Florida.
Desde 1993, Julio Roloff estableció su residencia en los Estados Unidos, donde ha colaborado estrechamente con la South Florida Composers Alliance, dirigida por el compositor venezolano Gustavo Matamoros.